# بنات الخلوليات
بنات الخلوليات (الاسم العلمي: Arcida)، هي رتبة موجودة (حية) من الرخويات ذوات الصدفتين. يعود تاريخ هذه الرتبة إلى العصر الأوردوفيشي الأدنى. تُمييز عن المجموعات ذات الصلة، مثل بلح البحر، من خلال وجود مفصل مستقيم للأصداف، وتكون العضلات المُقَرِّبة متساوية في الحجم. تُحدد سمات هذه الرتبة من خلال القْيَادُ المزدوج الرباطي، وعدد الأسنان المصنفة، والبنية المجهرية للقشرة المكونة من الطبقات الصفيحية المتقاطعة الخارجية والمركبة الداخلية المتقاطعة.
هناك سبع فصائل حاليًا مُعترف بها ضمن االرتبة، بما في بنات الخلول.